# 맷 르티시에
매슈 "맷" 르티시에(영어: Matthew "Matt" Le Tissier, 1968년 10월 14일 ~ )는 채널 제도의 일원인 건지섬 출신 잉글랜드의 전 축구 선수이자 축구 방송 진행자이다. 현재 스카이 스포츠의 방송 사커 새터데이(Soccer Saturday)에서 스포츠 분석가로 활동하고 있으며, 2011년 창단된 클럽인 건지 FC의 회장이다.
선수 생활의 대부분을 사우샘프턴에서 보냈으며, 리그에서 443경기에 출전해 161골을 넣었다. 이후 팀 동료인 데이비드 휴즈와 같이 2002년 이스트레이로 팀을 옮겼으며, 2시즌 활약한 뒤 은퇴하였다. 이후 2013년, 자신의 고향을 연고로 하는 팀인 건지 FC에서 4월 24일 콜리어스 우드 유나이티드와의 리그 경기에서 은퇴 10년 만에 복귀전을 치러 화제를 모았다.

## 수상

### 이스트레이
- 웨식스 풋볼리그 : 2002-03

### 개인
- PFA 올해의 팀 : 1994-95
- PFA 올해의 영플레이어 : 1989-90
- 프리미어리그 도움왕 : 1994–95
- 프리미어리그 이 달의 선수 2회
- 잉글랜드 축구 명예의 전당 : 2013
- 사우스햄튼 올해의 선수 : 1989–90, 1993–94, 1994–95
- BBC 올해의 골 : 1994-95
- BBC 이 달의 득점 3회
- 원클럽맨 어워드 : 2015